# Autism Speaks
Autism Speaks – amerykańska organizacja działająca na rzecz osób z zaburzeniami ze spektrum autyzmu. Jest największą tego rodzaju inicjatywą w kraju. Sponsoruje badania nad autyzmem i prowadzi działania informacyjne skierowane do rodzin, rządów i opinii publicznej. Została założona w lutym 2005 roku przez Boba Wrighta, wiceprezesa General Electric, i jego żonę Suzanne, rok po tym, jak u ich wnuka Christiana zdiagnozowano autyzm.
Autism Speaks stało się obiektem kontrowersji; ponad 60 organizacji na rzecz praw osób niepełnosprawnych potępiło organizację za niewłaściwe przedstawianie osób z autyzmem oraz praktyki oparte na wyzysku. Ruch na rzecz praw osób z autyzmem i działacze na rzecz neuroróżnorodności postrzegają autyzm jako odmienność, a nie jako chorobę, którą należy leczyć, dlatego krytykują Autism Speaks za poszukiwanie sposobu na jego wyleczenie (ang. cure). W odpowiedzi była przewodnicząca Liz Feld stwierdziła, że jedna trzecia osób z autyzmem ma również zaburzenie epilepsyjne, połowa cierpi na poważne komplikacje trawienne, 50 procent włóczy się, a ponad 30 procent nie posługuje się mową. Według niej trudności te mogą być rozwiązane jedynie poprzez prowadzenie badań medycznych. Jednakże słowo cure („lekarstwo” lub „wyleczyć”) przestało być używane przy określaniu celów organizacji od 2016 roku.